# Festival Internacional de Cine de San Sebastián 2016
La 64.ª edición del Festival Internacional de Cine de San Sebastián se celebró del 16 al 24 de septiembre de 2016 en el Cine Kursaal de San Sebastián.

## Jurados
Jurado de la Sección Oficial
- Bille August, director sueco (Presidente)
- Nadia Turincev, productora rusa
- Anahí Berneri, directora argentina
- Esther García, directora española
- Jia Zhang-ke, director chino
- Bina Daigeler, diseñadora de vestuario española
- Matthew Libatique, director de fotografía estadounidense

Premio Horizontes
- Inma Cuesta, actriz española (Presidenta)
- Andrés Di Tella, director español
- Shari Frilot, director de cine estadounidense

New Directors
- Carlo Chatrian, cineasta y periodista italiano (Presidenta).
- Eulàlia Iglesias Huix, periodista y crítica especializada en cine española
- Pablo Álvarez, realizador chileno
- Isabel Stevens, escritora y comisaria de arte británica
- Victória Guerra,actriz portuguesa-británica

Zabaltegi-Tabakalera
- Corinne Castel, productora francesa
- Virgina García del Pino, directora de cine española
- Federico Veiroj, guionista, productor y director uruguayo-español

Premio Irizar al Cine Vasco
- Anjel Lertxundi, escritora y periodista español (Presidente)
- Maite Arroitajauregi, música española
- Jon Garaño, director de cine español

Foro de Coproducción Europa – América Latina
- Julie Bergeron, Directora de Programas de Industria en el Marché du Film de Cannes
- Alejandra Paulín Albor, coordinadora General en el Festival Internacional de Cine de Los Cabos
- Simón de Santiago Aréizaga, productor español

Nest
- João Pedro Rodrigues, director portugués

## Sección Oficial
Las 17 películas siguientes compitieron para el premio de la Concha de Oro a la mejor película:
| Título en España                | Título original                | Director(es)           | País           |
| ------------------------------- | ------------------------------ | ---------------------- | -------------- |
| Lo tuyo y tú                    | Dangsinjasingwa dangsinui geot | Hong Sang-soo          | Corea del Sur  |
| Medidas extremas                | Eiðurinn (The Oath)            | Baltasar Kormákur      | Islandia       |
| American Pastoral               | American Pastoral              | Ewan McGregor          | Estados Unidos |
| Rage                            | Ikari                          | Lee Sang-il            | Japón          |
| As You Are                      | As You Are                     | Miles Joris-Peyrafitte | Estados Unidos |
| The Giant                       | Jätten                         | Johannes Nyholm        | Suecia         |
| Jesús                           | Jesús                          | Fernando Guzzoni       | Chie           |
| El hombre de las mil caras      | El hombre de las mil caras     | Alberto Rodríguez      | España         |
| La doctora de Brest             | La fille de Brest              | Emmanuelle Bercot      | Francia        |
| El invierno                     | El invierno                    | Emiliano Torres        | Argentina      |
| Nocturama                       | Nocturama                      | Bertrand Bonello       | Francia        |
| La reconquista                  | La reconquista                 | Jonás Trueba           | España         |
| Lady Macbeth                    | Lady Macbeth                   | William Oldroyd        | Reino Unido    |
| Playground (Patio de recreo)    | Plac zabaw                     | Bartosz M. Kowalski    | Polonia        |
| Yo no soy Madame Bovary         | I Am Not Madame Bovary         | Feng Xiaogang          | China          |
| Huérfana (Rostros de una mujer) | Orpheline                      | Arnaud des Pallieres   | Francia        |
| Que Dios nos perdone            | Que Dios nos perdone           | Rodrigo Sorogoyen      | España         |

### Fuera de competición
Las películas siguientes fueron seleccionadas para ser exhibidas fuera de competición: 
Largometrajes
| Título en español         | Título original           | Director(es)        | País           |
| ------------------------- | ------------------------- | ------------------- | -------------- |
| Un monstruo viene a verme | Un monstruo viene a verme | Juan Antonio Bayona | España         |
| Colossal                  | Colossal                  | Nacho Vigalondo     | Canadá         |
| Snowden                   | Snowden                   | Oliver Stone        | Estados Unidos |
| Jacques                   | L'odyssée                 | Jérôme Salle        | Francia        |

Proyecciones especiales
| Título en español       | Título original         | Director(es)                      | País   |
| ----------------------- | ----------------------- | --------------------------------- | ------ |
| Bigas x Bigas           | Bigas x Bigas           | Bigas Luna y Santiago Garrido Rua | España |
| Your Name               | Kimi no na wa           | Makoto Shinkai                    | Japón  |
| Manda huevos            | Manda huevos            | Diego Galán                       | España |
| Vivir y otras ficciones | Vivir y otras ficciones | Jo Sol                            | España |

### Horizontes latinos
El Premio Horizontes impulsa el conocimiento de los largometrajes producidos total o parcialmente en América Latina, dirigidos por cineastas de origen latino, o bien que tengan por marco o tema comunidades latinas del resto del mundo.
| Título original                     | Director(es)                    | País      |
| ----------------------------------- | ------------------------------- | --------- |
| Alba                                | Ana Cristina Barragán           | Ecuador   |
| Aquí no ha pasado nada              | Alejandro Fernández Almendras   | Chile     |
| El amparo                           | Rober Calzadilla                | Venezuela |
| El Cristo ciego                     | Christopher Murray              | Chile     |
| El rey del Once                     | Daniel Burman                   | Argentina |
| Hotel Cambridge                     | Eliane Caffé                    | Brasil    |
| La idea de un lago                  | Milagros Mumenthaler            | Argentina |
| La larga noche de Francisco Sanctis | Andrea Testa, Francisco Márquez | Argentina |
| La región salvaje                   | Amat Escalante                  | México    |
| Rara                                | Pepa San Martín                 | Chile     |
| Santa y Andrés                      | Carlos Lechuga                  | Cuba      |
| Viejo calavera                      | Kiro Russo                      | Bolivia   |
| X500                                | Juan Andrés Arango              | Colombia  |

## Premios independientes

### Perlas (Perlak)
Las diez películas proyectadas en esta sección son largometrajes inéditos en España, que han sido aclamados por la crítica y/o premiados en otros festivales internacionales. Estas fueron las películas seleccionadas para la sección:
| Título en español       | Título original         | Director(es)         | País           |
| ----------------------- | ----------------------- | -------------------- | -------------- |
| Elle                    | Elle                    | Paul Verhoeven       | Francia        |
| La llegada              | Arrival                 | Denis Villeneuve     | Estados Unidos |
| Florence Foster Jenkins | Florence Foster Jenkins | Stephen Frears       | Reino Unido    |
| Frantz                  | Frantz                  | François Ozon        | Francia        |
| Fuego en el mar         | Fuocoammare'            | Gianfranco Rosi      | Italia         |
| Yo, Daniel Blake        | I, Daniel Blake         | Ken Loach            | Reino Unido    |
| El porvenir             | L'avenir                | Mia Hansen-Løve      | Francia        |
| Después de nosotros     | L'économie du couple    | Joachim Lafosse      | Bélgica        |
| La tortuga roja         | La tortue rouge         | Michael Dudok de Wit | Francia        |
| Verano en Brooklyn      | Little Men              | Ira Sachs            | Estados Unidos |
| La vida de Calabacín    | Ma Vie De Courgette     | Claude Barras        | Suiza          |
| Después de la tormenta  | Umi yori mo mada fukaku | Hirokazu Koreeda     | Japón          |
| En la Vía Láctea        | On the Milky Road       | Emir Kusturica       | Serbia         |
| Neruda                  | Neruda                  | Pablo Larraín        | Chile          |
| Sieranevada             | Sieranevada             | Cristi Puiu          | Rumanía        |
| Toni Erdmann            | Toni Erdmann            | Maren Ade            | Alemania       |

### Nuevos Directores
Esta sección agrupa los primeros o segundos largometrajes de sus cineastas, inéditos o que solo han sido estrenados en su país de producción y producidos en el último año. Estas fueron las películas seleccionadas para la sección:
| Título en español                   | Título original                | Director(es)           | País          |
| ----------------------------------- | ------------------------------ | ---------------------- | ------------- |
| Bar Bahar. Entre dos mundos         | Bar Bahar                      | Maysaloun Hamoud       | Israel        |
| Anisoara                            | Anisoara                       | Ana Felicia Scutelnicu | Alemania      |
| Compte tes blessures                | Compte tes blessures           | Morgan Simon           | Francia       |
| Fin de semana                       | Fin de semana                  | Moroco Colman          | Argentina     |
| Something in blue                   | Hu xi zheng chang              | Li Yunbo               | China         |
| Flemish Heaven                      | Le ciel flamand                | Peter Monsaert         | Bélgica       |
| María (y los demás)                 | María (y los demás)            | Nely Reguera           | España        |
| Luces de verano                     | Lumières d´été                 | Jean-Gabriel Périot    | Francia       |
| Park                                | Park                           | Sofia Exarchou         | Grecia        |
| Porto                               | Porto                          | Gabe Klinger           | Portugal      |
| Pinamar                             | Pinamar                        | Federico Godfrid       | Argentina     |
| Pretenders                          | Teesklejad                     | Vallo Toomla           | Estonia       |
| The Seeds of Violence               | Pok-ryuk-eui Ssi-at            | Lim Tae-gue            | Corea del Sur |
| Waldstille                          | Waldstille                     | Martijn Maria Smits    | Países Bajos  |
| Vanatoare                           | Vanatoare                      | Alexandra Balteanu     | Alemania      |
| Our Love Story                      | Yeon-ae-dam                    | Lee Hyun-ju            | Corea del Sur |
| One Hundred and Fifty Years of Life | Yi bai wu shi sui de sheng huo | Liu Yu                 | China         |

### Zabaltegi-Tabakalera
Esta sección agrupa trabajos filmográficos de cualquier metraje donde se busca nuevas miradas y formas. Estos fueron los trabajos seleccionados para la sección:
| Título en España                                       | Título original                                 | Director(es)                   | País           |
| ------------------------------------------------------ | ----------------------------------------------- | ------------------------------ | -------------- |
| 489 Years (corto)                                      | 489 Years (corto)                               | Hayoun Kwon                    | Francia        |
| 3/4                                                    | 3/4                                             | Ilian Metev                    | Bulgaria       |
| A cidade onde envelheço                                | A cidade onde envelheço                         | Marília Rocha                  | Brasil         |
| Historia de una pasión                                 | A Quiet Passion                                 | Terence Davies                 | Reino Unido    |
| Caminan (corto)                                        | Caminan (corto)                                 | Mikel Rueda                    | España         |
| Ejercicios de memoria                                  | Ejercicios de memoria                           | Paz Encina                     | Paraguay       |
| Eat That Question: Frank Zappa en sus propias palabras | Eat That Question: Frank Zappa in His Own Words | Thorsten Schütte               | Francia        |
| El viento sabe que vuelvo a casa                       | El viento sabe que vuelvo a casa                | José Luis Torres Leiva         | Chile          |
| Gimme Danger                                           | Gimme Danger                                    | Jim Jarmusch                   | Estados Unidos |
| El extraño (corto)                                     | El extraño (corto)                              | Pablo Álvarez                  | Chile          |
| Nuestras paredes (corto)                               | Gure hormek                                     | Maider Fernández, María Elorza | España         |
| A Lullaby to the Sorrowful Mystery                     | Hele sa hiwagang hapis                          | Lav Diaz                       | Filipinas      |
| La disco resplandece (corto)                           | Chema García Ibarra                             | España                         |                |
| Louise en invierno                                     | Louise en hiver                                 | Jean-François Laguionie        | Francia        |
| Midnight Special                                       | Midnight Special                                | Jeff Nichols                   | Estados Unidos |
| Oscuro animal                                          | Oscuro animal                                   | Felipe Guerrero                | Colombia       |
| Sarah Winchester (corto)                               | Sarah Winchester (corto)                        | Bertrand Bonello               | Francia        |
| El ornitólogo                                          | O Ornitólogo                                    | Joao Pedro Rodrigues           | Portugal       |
| Sipo phantasma                                         | Sipo phantasma                                  | Koldo Almandoz                 | España         |
| The Hedonists (corto)                                  | The Hedonists (corto)                           | Jia Zhangke                    | China          |
| The Illinois Parables                                  | The Illinois Parables                           | Deborah Stratman               | Estados Unidos |
| Uncle Howard                                           | Uncle Howard                                    | Aaron Brookner                 | Estados Unidos |
| Las películas de mi vida                               | Voyage à travers le cinéma français             | Bertrand Tavernier             | Francia        |
| Wiener-Dog                                             | Wiener-Dog                                      | Todd Solondz                   | Estados Unidos |
| Zoology                                                | Zoologiya                                       | Ivan I. Tverdovskiy            | Rusia          |

### Encuentro Internacional de Estudiantes de Cine
Esta sección agrupa trabajos de estudiantes de escuelas de cine de todo el mundo, cuyos trabajos han sido previamente seleccionados, para que participen en proyecciones de sus cortometrajes. Estos fueron los trabajos seleccionados para la sección:
| Título original        | Director(es)                                | País             |
| ---------------------- | ------------------------------------------- | ---------------- |
| 24° 51' North Latitude | Carlos Lenin Treviño                        | México           |
| A nice place to leave  | Maya Connors                                | Alemania-EE. UU. |
| A quien corresponda    | Valeria Fernández                           | Argentina        |
| Adaptacja              | Bartosz Kruhlik                             | Polonia          |
| Celebració             | Pau Cruanyes Garrell y Gerard Vidal Barrena | España           |
| Étage X                | Francy Fabritz                              | Alemania         |
| Evyona                 | Segev Shaw                                  | Israel           |
| Gabber Lover           | Anna Cazenave-Cambet                        | Francia          |
| Grad                   | Masa Sarovic                                | Serbia           |
| Kupranugaris           | Laurynas Bareisa                            | Lituania         |
| Mariâ                  | Grigory Kolomytsev                          | Rusia            |
| O noapte în Tokoriki   | Roxana Stroe                                | Rumanía          |
| Sweet Maddie Stone     | Brady Hood                                  | Reino Unido      |
| Take away              | Geórg Cantos                                | España           |
| Umpire                 | Leonardo van Dijl                           | Bélgica          |

## Otras secciones

### Zinemira
Sección dedicada los largometrajes con un mínimo de un 20% de producción vasca que se estrenan mundialmente así como aquellos hablados mayoritariamente en euskera. Todos ellos son candidatos al Premio Irizar al Cine Vasco. Estas fueron las películas seleccionadas para la sección:
| Título en español                               | Título en original                              | Director(es)                   |
| ----------------------------------------------- | ----------------------------------------------- | ------------------------------ |
| Baskavígin. La matanza de los balleneros vascos | Baskavígin. La matanza de los balleneros vascos | Aitor Aspe Fid                 |
| Iragan Gunea Berlin                             | Iragan Gunea Berlin                             | Maider Oleaga                  |
| Beti Bezperako Koplak (corto)                   | Beti Bezperako Koplak (corto)                   | Ageda Kopla                    |
| Caminan (corto)                                 | Caminan (corto)                                 | Mikel Rueda                    |
| Chillida: Esku Huts                             | Chillida: Esku Huts                             | Juan Barrero                   |
| El fin de ETA                                   | El fin de ETA                                   | Justin Webster                 |
| Nuestras paredes (corto)                        | Gure hormek                                     | Maider Fernández, María Elorza |
| Gutik zura                                      | Gutik zura                                      | Jon Maia                       |
| Hileta (corto)                                  | Hileta (corto)                                  | Kepa Sojo                      |
| Non                                             | Non                                             | Eñaut Castagnet, Ximun Fuchs   |
| Ranas                                           | Igelak                                          | Patxo Tellería de la Fuente    |
| Los ecos del Irrintzi                           | Irrintziaren Oihartzunak                        | Iratxe Fresneda                |
| Nueva York. Quinta planta                       | Nueva York. Quinta planta                       | Mikel Rueda                    |
| La casa de los otros                            | Skhvisi sakhli                                  | Rusudan Glurjidze              |
| Pedaló                                          | Pedaló                                          | Juan Palacios                  |
| False Flag                                      | False Flag                                      | Asier Urbieta                  |
| Renovable                                       | Renovable                                       | Jon Garaño, José Mari Goenaga  |
| Rocknrollers                                    | Rocknrollers                                    | Juanma Bajo Ulloa              |

Fuera de concurso
| Título en español      | Título en original      | Director(es)                          |
| ---------------------- | ----------------------- | ------------------------------------- |
| Acantilado             | Acantilado              | Helena Taberna                        |
| Telas en las ramas     | Oihalak adarretan       | Juanmi Gutiérrez                      |
| Mara Mara              | Mara Mara               | David Aguilar Iñigo                   |
| Nola?                  | Nola?                   | Fermín Muguruza                       |
| Hoy abrirá sus puertas | Gaur Irekiko ditu ateak | Eriz Zapirain                         |
| Pelota II              | Pelota II               | Olatz González Abrisketa, Jørgen Leth |

### Made in Spain
Sección dedicada a una serie de largometrajes españoles que se estrenan en el año. Estas fueron las películas seleccionadas para la sección:
| Título original                   | Director(es)             |
| --------------------------------- | ------------------------ |
| Berserker                         | Pablo Hernando           |
| Callback                          | Carles Torras            |
| El olivo                          | Icíar Bollaín            |
| Cien años de perdón               | Daniel Calparsoro        |
| Julieta                           | Pedro Almodóvar          |
| Palmeras en la nieve              | Fernando González Molina |
| Política, manual de instrucciones | Fernando León de Aranoa  |
| Toro                              | Kike Maíllo              |
| Zipi y Zape y la isla del capitán | Oskar Santos             |

### Culinary Zinema
Sección no competitiva creada en colaboración con el Festival Internacional de Cine de Berlín y organizada conjuntamente con el Basque Culinary Center para unir el cine, la gastronomía y el desarrollo de diversas actividades relacionadas con la alimentación. Estas fueron las películas seleccionadas para la sección:
| Título en español       | Título en original  | Director(es)                | País      |
| ----------------------- | ------------------- | --------------------------- | --------- |
| Baja Taste              | Baja Taste          | Roberto Nájera              | México    |
| Bugs                    | Bugs                | Andreas Johnsen             | Dinamarca |
| What's for dinner, mom? | Mama, Gohan Mada?   | Mitsuhito Shiraha           | Japón     |
| The Turkish Way         | The Turkish Way     | Luis González               | España    |
| Theater of Life         | Theater of Life     | Peter Svatek                | Canadá    |
| Todo sobre el asado     | Todo sobre el asado | Mariano Cohn, Gastón Duprat | Argentina |
| Tsukiji Wonderland      | Tsukiji Wonderland  | Shôtarô Endô                | Japón     |

### Cine en Construcción 30
Este espacio, coordinado por el propio Festival juntamente con Cinélatino, Rencontres de Toulouse, se exhiben producciones latinoamericanas en fase de postproducción. Estas fueron las películas seleccionadas para la sección:
| Título en original     | Director(es)           | País        |
| ---------------------- | ---------------------- | ----------- |
| El silencio del viento | Álvaro Aponte          | Puerto Rico |
| La educación del rey   | Santiago Esteves       | Argentina   |
| La familia             | Gustavo Rondón Córdova | Colombia    |
| Las olas               | Adrián Biniez          | Uruguay     |
| Un gran dragón         | Jaime Osorio Marquez   | Colombia    |
| Medea                  | Alexandra Latishev     | Costa Rica  |

### Savage Cinema
Esta sección recoge el cine de aventura y deportes de acción creada en 2013 en colaboración con Red Bull Media House. Estas fueron las películas seleccionadas para la sección:
| Título en español | Título en original | Director(es)       | País           |
| ----------------- | ------------------ | ------------------ | -------------- |
| Bunker77          | Bunker77           | Takuji Masuda      | Suiza          |
| Let's be Frank    | Let's be Frank     | Peter Hamblin      | Reino Unido    |
| Orange Sunshine   | Orange Sunshine    | William A. Kirkley | Estados Unidos |
| Surfers' blood    | Surfers' blood     | Patrick Trefz      | Estados Unidos |
| The Fourth Phase  | The Fourth Phase   | Jon Klaczkiewicz   | Austria        |

## Retrospectivas

### Homenaje a Jacques Becker
La retrospectiva de ese año fue dedicado a la obra del director francés Jacques Becker. Se proyectaron la totalidad de su filmografía.
| Título en español                                         | Título en original                                        | Año  |
| --------------------------------------------------------- | --------------------------------------------------------- | ---- |
| Alí Babá y los cuarenta ladrones                          | Ali Baba et les quarante voleurs                          | 1954 |
| Se escapó la suerte                                       | Antoine et Antoinette                                     | 1947 |
| París, bajos fondos                                       | Casque d'or                                               | 1952 |
| El último en todo                                         | Dernier atout                                             | 1942 |
| La vida es nuestra                                        | La vie est à nous                                         | 1936 |
| Édouard et Caroline                                       | Édouard et Caroline                                       | 1951 |
| Falbalas                                                  | Falbalas                                                  | 1945 |
| La evasión                                                | Le trou                                                   | 1960 |
| Los amantes de Montparnasse                               | Les amants de Montparnasse                                | 1958 |
| Goupi mains rouges                                        | Goupi mains rouges                                        | 1943 |
| Las aventuras de Arsenio Lupin                            | Les Aventures d'Arsène Lupin                              | 1957 |
| Cita en julio                                             | Rendez-vous de juillet                                    | 1949 |
| No toquéis la pasta                                       | Touchez pas au grisbi                                     | 1954 |
| Le Commissaire est bon enfant, le gendarme est sans pitié | Le Commissaire est bon enfant, le gendarme est sans pitié | 1935 |
| Calle de la Estrapada                                     | Rue de l'Estrapade                                        | 1952 |

### The act of killing
La retrospectiva The act of killing demuestra el cine de ficción y documental que no se han conformado con ser meros testigos de estos conflictos que siguen acarreando muerte y sufrimiento, sino que han sido y pueden ser un arma de propaganda, un medio para el análisis o para la intervención directa en muchos de estos trágicos problemas.
| Título en español                           | Título en original                                         | Director(es)               | Año  |
| ------------------------------------------- | ---------------------------------------------------------- | -------------------------- | ---- |
| The State I Am In                           | Die Innere Sicherheit                                      | Christian Petzold          | 2000 |
| Bloody Sunday                               | Bloody Sunday                                              | Paul Greengrass            | 2002 |
| La pelota vasca, la piel contra la piedra   | La pelota vasca, la piel contra la piedra                  | Julio Medem                | 2003 |
| S21: La máquina roja de matar               | S-21, la machine de mort Khmère rouge                      | Rithy Panh                 | 2003 |
| La pesadilla de Darwin                      | Le cauchemar de Darwin                                     | Hubert Sauper              | 2004 |
| Omagh                                       | Omagh                                                      | Pete Travis                | 2004 |
| Las tortugas también vuelan                 | LAKPOSHTA PARVAZ MIKONAND                                  | Bahman Ghobadi             | 2004 |
| Estación seca                               | Daratt                                                     | Mahamat-Saleh Haroun       | 2006 |
| Paradise Now                                | Paradise Now                                               | Hany Abu-Assad             | 2005 |
| 5 cámaras rotas                             | 5 Broken Cameras                                           | Emad Burnat, Guy Davidi    | 2011 |
| Armadillo                                   | Armadillo                                                  | Janus Metz Pedersen        | 2010 |
| Asier y yo)                                 | Asier ETA biok                                             | Aitor Merino, Amaia Merino | 2013 |
| El problema, Testimonio del pueblo Saharaui | El problema, Testimonio del pueblo Saharaui                | Jordi Ferrer, Pablo Vidal  | 2010 |
| 1980                                        | 1980                                                       | Iñaki Arteta               | 2014 |
| El violín                                   | El violín                                                  | Francisco Vargas           | 2005 |
| Johnny Mad Dog                              | Johnny Mad Dog                                             | Jean-Stéphane Sauvaire     | 2008 |
| Heli                                        | Heli                                                       | Amat Escalante             | 2013 |
| La hija del mar                             | Itsasoaren alaba                                           | Josu Martínez              | 2005 |
| El olvido                                   | Oblivion                                                   | Heddy Honigmann            | 2008 |
| Hunger                                      | Hunger                                                     | Steve McQueen              | 2008 |
| Lasa y Zabala                               | Lasa eta Zabala                                            | Pablo Malo                 | 2014 |
| El día en el que Dios se fue de viaje       | Rwanda April 7, 1994 (Le jour ou dieu est parti en voyage) | Philippe Van Leeuw         | 2009 |
| Maidan                                      | Maidan                                                     | Sergei Loznitsa            | 2014 |
| To die in Jerusalem                         | To die in Jerusalem                                        | Sergei Loznitsa            | 2014 |
| La mirada del silencio                      | The Look of Silence                                        | Hilla Medalia              | 2007 |
| The attack                                  | The attack                                                 | Ziad Doueiri               | 2012 |
| The Act of killing                          | The Act of killing                                         | Joshua Oppenheimer         | 2012 |
| La mirada del silencio                      | The Look of Silence                                        | Joshua Oppenheimer         | 2014 |

## Palmarés

### Premios oficiales[14]
- Concha de Oro:  Yo no soy Madame Bovary de  Feng Xiaogang
- Premio especial del jurado: 
  - El invierno de Emiliano Torres
  - The Giant de Johannes Nyholm
- Concha de Plata al mejor director:  Hong Sang-soo por Lo tuyo y tú
- Concha de Plata al mejor actor: Eduard Fernández por El hombre de las mil caras
- Concha de Plata a la mejor actriz: Fan Bingbing por Yo no soy Madame Bovary
- Premio del jurado a la mejor fotografía: Ramiro Civita por El invierno
- Premio del jurado al mejor guión: Isabel Peña y Rodrigo Sorogoyen por Que Dios nos perdone

### Premio Donostia
- Sigourney Weaver[15]
- Ethan Hawke[16]

### Otros premios oficiales
- Premio Kutxa - Nuevos Directores: Park de Sofia Exarchou

Mención especial : Compte tes blessures de Morgan Simon
- Premio Horizontes: Rara de Pepa San Martín

Mención especial : Alba  de Ana Cristina Barragán
- Premio Zabaltegi-Tabakalera: Eat That Question: Frank Zappa en sus propias palabras de Thorsten Schütte

Mención especial : La disco resplandece  de Chema García Ibarra
- Premio Nest: Étage X de Francy Fabritz

Premio Panavision. Mención especial nominal: Umpirede Leonardo van Dijl
- - Premio Orona: 24° 51' North Latitude de Carlos Lenin Treviño

Mención especial: A quien corresponda  de Valeria Fernández
- Premio del Público de San Sebastián: Yo, Daniel Blake de Ken Loach
  - Premio a la Mejor Película Europea: La vida de Calabacín de Claude Barras

Premio Irizar al Cine VascoPedaló ´de Juan Palacios
Premio Eroski de la juventudBar Bahar. Entre dos mundos de Maysaloun Hamoud

### Premios de la industria
- Premio Cine en Construcciónː La educación del rey de Santiago Esteves
  - Premio CAACI/Ibermedia TV: La educación del rey de Santiago Esteves
- Premios Foro de Coproducción Europa-América Latina  
  - Premios Foro de Coproducción Europa-América Latinaː 7:35AM de Javier Van de Couter

Mención especial: Hogar de Maura Delpero
- - Premio EFAD (Desarrollo América Latina-Europa)ː Los días según ellos de Juan Pablo Félix
  - Premio Internacional Artekinoː Hogar de Maura Delpero

### Otros premios
- Premio RTVE - Otra Miradaː Bar Bahar. Entre dos mundos de Maysaloun Hamoud
- Premio Cooperación Españolaː Oscuro animal de Felipe Guerrero

Mención especial: Viejo calavera de Kiro Russo
Mención especial: Hotel Cambridge de Eliane Caffé
- Premio Cine Latinoː Gael García Bernal
- Premio Zinemiraː Ramón Barea

### Premios paralelos
- Premio FIPRESCIː Lady Macbeth de William Oldroyd
- Premio CICAEː Bar Bahar. Entre dos mundos de Maysaloun Hamoud
- Premio Feodoraː The Charmer de Milad Alami
- Premio FEROZ Zinemaldiaː El hombre de las mil caras de Alberto Rodríguez
- Premio al mejor guion vascoː Mikel Rueda por Nueva York. Quinta planta
- Premio Lurra - Greenpeaceː Jacques de Jérôme Salle
- Premio Signis: Nocturama de Bertrand Bonello

Mención especial : Un monstruo viene a verme de Juan Antonio Bayona
- Premio a la Solidaridadː La doctora de Brest de Emmanuelle Bercot
- Premio Sebastianeː Bar Bahar. Entre dos mundos de Maysaloun Hamoud